# 勾弦
勾弦（Pull-off）是一种常用的彈撥樂器演奏技巧，与搥弦相对应。
将按住琴弦的手指快速勾离琴弦，让琴弦回弹发出声音。
在吉他演奏中，通常是由一个基音加上一个二度音或三度音进行搭配使用，与捶弦相同。